# Cyclocross-Weltmeisterschaften 2006

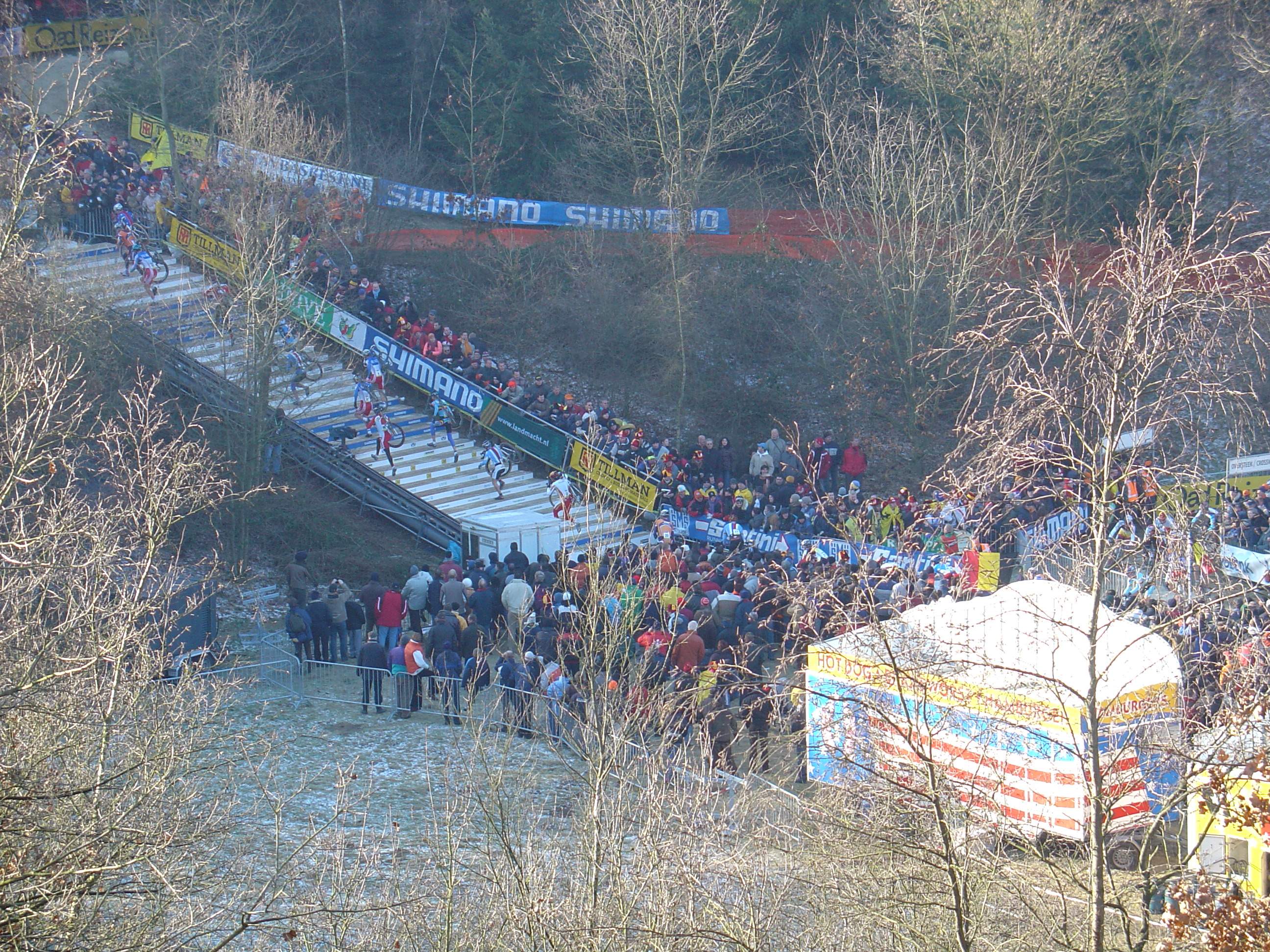
Szene vom Weltmeisterschaftsrennen 2006

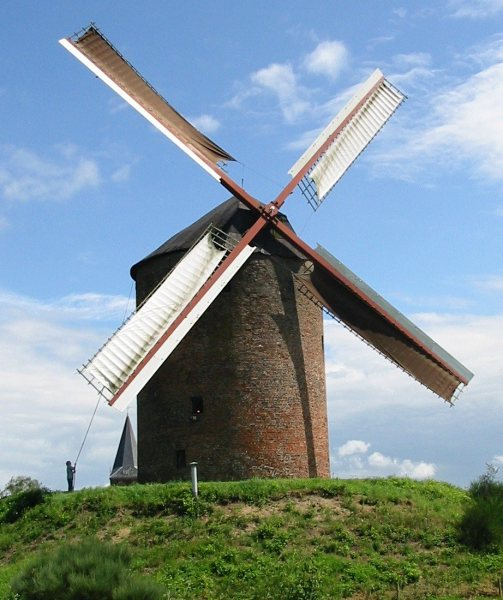
Die Kornmühle, Wahrzeichen des Rennens

Die Cyclocross-Weltmeisterschaften 2006 wurden am 28. und 29. Januar im niederländischen Zeddam ausgetragen. Der Parcours lag am westlichen Ortsrand rund um den dortigen Steinbruch und die Grafelijke Korenmolen.

## Ergebnisse

### Männer
| Platz | Land       | Sportler        |
| ----- | ---------- | --------------- |
| 1     | Belgien    | Erwin Vervecken |
| 2     | Belgien    | Bart Wellens    |
| 3     | Frankreich | Francis Mourey  |

### Frauen
| Platz | Land        | Sportler             |
| ----- | ----------- | -------------------- |
| 1     | Niederlande | Marianne Vos         |
| 2     | Deutschland | Hanka Kupfernagel    |
| 3     | Niederlande | Daphny van den Brand |

### Junioren
| Platz | Land        | Sportler       |
| ----- | ----------- | -------------- |
| 1     | Niederlande | Boy van Poppel |
| 2     | Slowakei    | Róbert Gavenda |
| 3     | Belgien     | Tom Meeusen    |

### U 23
| Platz | Land        | Sportler      |
| ----- | ----------- | ------------- |
| 1     | Tschechien  | Zdeněk Štybar |
| 2     | Niederlande | Lars Boom     |
| 3     | Belgien     | Niels Albert  |